# ウエダアツシ
ウエダ アツシ（本名：上田 篤司、1977年 - ）は、日本の映像作家、映画監督、脚本家。奈良県奈良市出身。近畿大学卒業。東京都在住。

## 略歴・人物
近畿大学在学時に映画部に所属し、自主映画を制作。卒業後、雑誌・WEBの編集者を経て映像作家に転身。長編映画初監督作である『リュウグウノツカイ』が「ゆうばり国際ファンタスティック映画祭2014」のオフシアター・コンペティション部門にて北海道知事賞を受賞。続く二作目『桜ノ雨』が「第28回東京国際映画祭」（2015年）のパノラマ部門にて上映。三作目『天使のいる図書館』が文部科学省選定作品として上映される。また、2017年にはカルチュア・エンタテインメント株式会社と株式会社TSUTAYAが主催する映画企画コンペ「TSUTAYA CREATORS' PROGRAM FILM 2017」にて映画企画『モータープール（仮）』が準グランプリ（Filmarks賞）を受賞。趣味は釣り、フットサル。

## 作品

### 映画
- リュウグウノツカイ（2014年2月28日公開 、slash） - 監督・脚本・編集
ゆうばり国際ファンタスティック映画祭2014 北海道知事賞 受賞作品
- 桜ノ雨（2016年3月5日公開 、AMGエンタテインメント） - 監督・編集
第28回東京国際映画祭 パノラマ部門 上映作品
- 天使のいる図書館（2017年2月18日公開、ユナイテッドエンタテインメント） - 監督・編集
文部科学省 選定作品
- TANIZAKI TRIBUTE 「富美子の足」（2018年2月10日公開、TBSサービス）- 監督・脚本・編集
- ジャンクション29（2019年2月22日公開 、スターキャット、オムニバス映画） - 「ツチノコの夜」監督・脚本・編集
- うみべの女の子（2021年8月20日公開、スタイルジャム）- 監督・脚本・編集
- ミライヘキミト。（2024年8月16日配信※WEB映画、スタイルジャム）- 監督・脚本・編集
- 3つのグノシエンヌ（2025年10月3日公開、BBB ニューセレクト）- 監督・脚本・編集　※原案「一人二役」江戸川乱歩

### テレビドラマ
- 青山ワンセグ開発（NHK Eテレ）「前野クンの中の人」（2014年） - 監督・脚本・編集
- カメラ、はじめてもいいですか?（BS松竹、2023年） - 監督（4話10話）・編集（4話9話10話）

### 短編映画
- 刑事まつり一篇「秋葉刑事」（2005年） - 監督・脚本・編集
- FRIENDS一篇「In Season」（2007年）- 監督・脚本・編集

### メイキングディレクター
- 手を握る泥棒の物語（WEBシネマ）（2004年） 監督：犬童一心
- クワイエットルームにようこそ（2007年） 監督：松尾スズキ  - DVDマガジン演出
- 最上のプロポーズ（BeeTV、2013年） 監督：青山真治
- ミツコ感覚（2013年） 監督：山内ケンジ - DVD特典演出・編集
- 百瀬、こっちを向いて。（2014年） 監督：耶雲哉治
- 小野寺の弟・小野寺の姉（2014年） 監督：西田征史
- MR.WHITE（NEWSショートフィルム）（2015年） 監督：前田哲
- 未来のカケラ（内閣府ショートフィルム）（2016年） 監督：渡邊世紀
- 泥棒役者（2017年） 監督：西田征史
- 新しい王様（TBSテレビ×Paraviスペシャルドラマ）（2019年） 監督：山口雅俊
- 正しいロックバンドの作り方（日本テレビ、2020年）

### PRディレクター
- リピート（日テレ、2018年）
- カラフラブル（日テレ、2021年）
- ボーイフレンド降臨！（テレ朝、2022年）
- ハマる男に蹴りたい女（テレ朝、2023年）
- 夢で見たあの子のために（Lemino、2023年）
- 秘密を持った少年たち（日テレ、2023年）

### 映画、その他
- 不惑のアダージョ（2008年） 監督：井上都紀  - ラインプロデューサー
- 東京国際映画祭オールナイトイベント「映画人の視点」（2009年 - 2011年）  - 企画・運営・舞台演出

- 歩きはじめる言葉たち（2021年、アークエンタテインメント）監督：野村展代 - 編集
- JULLAY 群青のラダック（2023年 、アークエンタテインメント）監督：野村展代 - 編集協力
- 玉田企画「地図にない」（2025年）演出：玉田真也 - 配信映像編集
- 夏の砂の上（2025年、スタイルジャム）監督：玉田真也 - 編集

### 劇場予告編
- 東京ごはん映画祭（2011年 - 2015年）
- 東京プレイボーイクラブ（2011年） 監督：奥田庸介
- 今日と明日の間で（2012年） 監督：小林潤子
- リュウグウノツカイ（2014年）
- 天使のいる図書館（2017年）
- TOKYOデシベル（2017年） 監督：辻仁成
- 一陽来復（2017年） 監督：尹美亜
- TANIZAKI TRIBUTE 神と人との間　富美子の足　悪魔（2018年） 監督：内田英治　藤井道人
- うみべの女の子（2021年）

### ミュージックビデオ
- 今日みたいな日（2005年） アーティスト：TWELLVE
- 早く君に（2009年） アーティスト：racoustik
- 西武球場（2012年） アーティスト：チムニィ
- ナショナルリズム（2013年） アーティスト：チムニィ
- Love Me Like You Do（日本版MV）（2016年） アーティスト：エリー・ゴールディング